# Enicospilus rundiensis
Enicospilus rundiensis är en stekelart som beskrevs av Gottlieb Wilhelm Bischoff 1915. Enicospilus rundiensis ingår i släktet Enicospilus och familjen brokparasitsteklar. Inga underarter finns listade i Catalogue of Life.